# Janette Poujade
Pour les articles homonymes, voir Poujade.
Janette Poujade, née le 7 juin 1925 à Magnac-sur-Touvre et morte le 29 avril 2019 à Paris, est une aviatrice française.

## Biographie
Janette Poujade se classe d’abord première des Français aux Six heures de La Baule le 7 septembre 1947. Elle obtient la première place du Rallye international d’Annecy le 19 juin 1948 avec un vol de 1 150 km accompli en 7h10.
Elle bat le 11 septembre 1948 un record de distance (2 029 km en 11h30) de Lyon à Sundsvall sur un Starck AS-71, record toujours valable pour un avion de cette catégorie (moteur de moins de 2 litres de cylindrée).
En juillet 1953, elle remporte le rally féminin de Deauville.

## Distinctions
- Chevalière de l'ordre national du Mérite.
- Médaille de l'Aéronautique.